# Karl Gustav Limpricht
Karl Gustav Limpricht (Żagań, 11 de julio de 1834 - Breslavia, 20 de octubre de 1902) fue un botánico, y briólogo alemán.

## Biografía
Fue profesor en Lubin (1856-1858), en Bolesławiec (1858-1869) y en Breslavia (desde 1869).

## Algunas publicaciones
- 1876. * Bryotheca Silesiaca, Breslau, Verlag J.U. Kern
- 1890. Die Laubmoose Deutschlands, Oesterreichs und der Schweiz. En: L. Rabenhorst: Kryptogamenflora von Deutschland, Oesterreich und der Schweiz. IV/2. – Leipzig: Eduard Kummer, 1890, 2ª ed. 1895

## Eponimia
Género de musgo hepáticas
- (Amblystegiaceae) Limprichtia Loeske[1]

Especies
- (Apiaceae) Oreocome limprichtii (H.Wolff) Pimenov & Kljuykov[2]
- (Brassicaceae) Sinalliaria limprichtiana (Pax) X.F.Jin, Y.Y.Zhou & H.W.Zhang[3]